# Himmerland Rundt
L'Himmerland Rundt è una corsa in linea maschile di ciclismo su strada che si svolge nell'Himmerland, la parte più settentrionale della penisola dello Jutland, in Danimarca, ogni anno nel mese di maggio. Dal 2011 fa parte del calendario dell'UCI Europe Tour classe 1.2.

## Albo d'oro
Aggiornato all'edizione 2019.
| Anno | Vincitore                                           | Secondo                                             | Terzo                                               |
| ---- | --------------------------------------------------- | --------------------------------------------------- | --------------------------------------------------- |
| 2011 | Michael Reihs                                       | Rasmus Guldhammer                                   | Sǿren Pusdahl                                       |
| 2012 | André Steensen                                      | Nikola Aistrup                                      | Angelo Furlan                                       |
| 2013 | Yoeri Havik                                         | Kristian Dyrnes                                     | Magnus Cort Nielsen                                 |
| 2014 | Magnus Cort Nielsen                                 | Rasmus Guldhammer                                   | Søren Kragh Andersen                                |
| 2015 | Wim Stroetinga                                      | Asbjørn Kragh Andersen                              | Johim Ariesen                                       |
| 2016 | Jonas Gregaard Wilsly                               | Dion Beukeboom                                      | Krister Hagen                                       |
| 2017 | Nicolai Brøchner                                    | Audun Fløtten                                       | Audun Fløtten                                       |
| 2018 | André Looij                                         | Emil Vinjebo                                        | Nicklas Amdi Pedersen                               |
| 2019 | Niklas Larsen                                       | Nicolai Brøchner                                    | Bas van der Kooij                                   |
| 2020 | annullata per la Pandemia di COVID-19 del 2019-2021 | annullata per la Pandemia di COVID-19 del 2019-2021 | annullata per la Pandemia di COVID-19 del 2019-2021 |
| 2021 | Mathias Larsen                                      | Nils Lau Nyborg Broge                               | Rasmus Bøgh Wallin                                  |